# Arenaria peloponnesiaca
Arenaria peloponnesiaca är en nejlikväxtart som beskrevs av K. H. Rechinger. Arenaria peloponnesiaca ingår i släktet narvar, och familjen nejlikväxter. Inga underarter finns listade i Catalogue of Life.